# Testa di Cristo coronato di spine (Cima da Conegliano)
La Testa di Cristo coronato di spine è un dipinto a olio su tavola (36,8x29,2 cm) di Cima da Conegliano, del 1510 e conservato nella National Gallery di Londra.
L'opera raffigura il volto di Cristo con la corona di spine e il mantello datogli in scherno dai soldati prima della Crocifissione. L'episodio è raccontato nel Nuovo Testamento (ad esempio, in Giovanni: 19,1-3). Nel dipinto si ha un primo piano di Cristo dove si vede un pezzo di tunica blu; ha i capelli marroni e lunghi, la barba e gli occhi rossi come se avesse pianto o stesse per piangere.